# Calamus (Iowa)
Calamus – miasto w Stanach Zjednoczonych, w stanie Iowa, w hrabstwie Clinton. 

## Demografia
Zgodnie ze spisem statystycznym z 2000 miasto liczyło 394 mieszkańców. W 2023 liczba mieszkańców spadła do 350 osób, a gęstość zaludnienia poniżej 270 osób/km².